# Wassyla Tamzali
Pour les articles homonymes, voir Tamzali.
Wassyla Tamzali, née le 10 juillet 1941 à Béjaïa (Algérie), est une écrivaine et une militante féministe algérienne.
Elle est également avocate à la Cour d'Alger de 1966 à 1977, et ancienne directrice des droits des femmes à l’UNESCO à Paris. Elle est membre des instances dirigeantes du FFS, après 1989.  Ensuite, elle partage son temps entre l'écriture et les actions militantes au sein du mouvement féministe maghrébin et pour un dialogue entre les peuples de la Méditerranée.

## Biographie
Wassyla Tamzali est née à Béjaïa en Algérie, le 10 juillet 1941, d'un père algérien d'origine turque, issu d’une famille de marchands et d'industriels, et d'une mère espagnole, son grand père était républicain espagnol. En 1992, elle est membre fondatrice du Collectif Maghreb Égalité. En 1996, elle est nommée directrice du programme de l’UNESCO pour la promotion de la condition des femmes en Méditerranée. De 1996 à 2003, elle participe aux forums civils Euromed, en tant que chargée des rencontres de femmes et du dialogue des cultures. Elle est membre du Réseau euro-méditerranéen des droits de l’homme. En 2001, elle est élue vice-présidente du Forum international des Femmes de la Méditerranée. En 2005, elle est membre du comité d’organisation du 10e Congrès mondial des études féministes sur les migrations. En 2006, elle est nommée directrice exécutive du Collectif Maghreb Égalité.
Le 8 mars 2012, elle est à l’initiative, avec sept autres femmes arabes, de L'appel des femmes arabes pour la dignité et l'égalité.

## Œuvre
- La tristesse est un mur entre deux jardins, Michelle Perrot et Wassyla Tamzali, Odile Jacob, 2021
- Histoires minuscules des révolutions arabes, Chèvre feuille étoilée, 2012
- Burqa ? avec Claude Ber, Chèvre feuille étoilée, 2010
- Une femme en colère : lettre d'Alger aux Européens désabusés, Gallimard, 2009
- Une éducation algérienne : de la révolution à la décennie noire, Gallimard, Témoins, 2007, prix Essai France Télévisions 2008[3]
- Le père, éd. Chèvre feuille Étoilée. Livre collectif (des filles parlent de leur père), 2007
- L’énigme du Maghreb, dirigé par Christine Ockrent, XO éditions, 2006
- Abzim: parures et bijoux des femmes d’Algérie, Entreprise algérienne de Presse, 1986
- En attendant Omar Gatlato, regards sur le cinéma algérien, L’Harmattan, 1979